# Takako Nishizaki
Takako Nishizaki (japonès: 西崎崇子)  (Nagoya, 14 d'abril de 1944) Va ser la primera alumna a completar el curs del Mètode Suzuki, als nou anys.
Després d'estudiar amb el seu pare Shinji Nishizaki, va ser alumna de primera de Shinichi Suzuki, el creador del famós mètode que porta el seu nom i que tants bons resultats dona pels estudis de violí a la mainada. Subsegüentment entrà en el famós en tot el Japó, "Toho School of Music" i en la Juilliard School dels Estats Units on estudia amb J. Fuchs.
Takako Nishizaki guanyà el segon premi el 1964 en el "Concurs Leventritt International" (el primer premi fou per Itzhak Perlman. El primer premi el 1967 de Concurs de Concerts Juilliard (el Japó i presentava també el millor intèrpret de viola, Nobuko Imai), i diversos guardons en concursos de menor importància. Solament fou ella la segona estudiant del Juilliard, després de Miachael Rabin, que assolí el cobdiciat premi establert pel mateix Fritz Kreisler de la "Scholarship", pels més grans violinistes.
Takako Nishizaki ha estat una de les violinistes més sol·licitades per les companyies de gravació. El seu enregistrament de les Les quatre estacions d'Vivaldi té per a l'any 2012 més de 1,5 milions d'exemplars venuts per l'etiqueta Naxos. Nishizaki va enregistrar 10 volums amb l'obra completa de Fritz Kreisler, molts dels concerts dels contemporanis xinesos per a violí, entre ells el "Concerto de Du Mingxin", de dicat a ella, i anteriorment un gran nombre d'enregistraments de concerts de violí, molts d'ells concerts de L. Spohr, Bériot, César Cui, O. Respighi, Rubinstein i J. Joachim. També té gravats els concerts per a violí nº. 3 & 5 de Mozart, sonates del mateix autor de Beethoven i de Mendelssohn, Tchaikovsky, Max Bruch i Brahms.
Nishizaki ensenya violí a casa seva a Hong Kong.